# 라시다 존스
라시다 존스(Rashida Jones, 1976년 2월 25일 ~ )는 미국의 배우, 각본가, 제작자, 가수이다. NBC의 코미디 드라마 《팍스 앤 레크리에이션》의 앤 패킨스 역으로 가장 잘 알려져 있으며, 이 작품에서 비평적 호평을 받았다.
NBC의 코미디 드라마 《오피스》의 캐런 필리펠리, 폭스의 《보스턴 퍼블릭》의 루이사 펜 역으로도 출연했다. 영화에서는 《알러뷰 맨》 (2009), 《소셜 네트워크》 (2010), 《아워 이디엇 브라더》 (2011), 《머펫 대소동》 (2011), 공동 각본가 역을 맡기도 했던 《러브, 비하인드》 (2012)로 알려져있다. 디즈니 애니메이션 영화 《토이스토리 4》 (2019)의 공동 각본을 맡았다.
2016년부터 그녀는 TBS 코미디 드라마 《앤지 트리베카》에 주연으로 출연했다.
1993년 하버드 대학교에 입학하여 철학, 종교학 학사학위를 받았다.

## 출연 작품

### 영화
- 캅 아웃 (2010)
- 프렌즈 위드 베네핏 (2011)
- 아워 이디엇 브라더 (2011)
- 머펫 대소동 (2011)
- 인사이드 아웃 (2015)
- 어 베리 머리 크리스마스 (2015)
- 조 (2018)
- 그린치 (2018)
- 클라우스 (2019)
- 스파이 지니어스 (2019)
- 온 더 록스 (2020)

### 텔레비전
- 보스턴 퍼블릭 (2000-02)
- 오피스 (2006-09, 12) - 카렌 필립펠리 역
- 팍스 앤 레크리에이션 (2009-15, 20) - 앤 퍼킨스 역
- 앤지 트리베카 (2016-18) - 앤지 트리베카 역